# Raión de Gómel
Gómel (en bielorruso: Гомельскі раён) es un raión o distrito de Bielorrusia, en la provincia (óblast) de Gómel. Su centro administrativo es la capital provincial Gómel, que no forma parte del raión y está constituida como ciudad subprovincial.
Comprende una superficie de 1963 km².

## Demografía
Según estimación 2010 contaba con una población total de 69930 habitantes.

## Subdivisiones
Comprende el asentamiento de tipo urbano de Balshavik y los siguientes veinte consejos rurales:
- Azdzélina
- Babóvichy
- Hrábauka
- Dauhalese
- Ziábrauka
- Krásnaye
- Márkavichy
- Pakaliúbichy
- Prýbar
- Prybytki
- Rudnia Marymónava
- Ulúkauye
- Urýtskaye
- Tserujá
- Tsiarénichy
- Tsiaréshkavichy
- Charatsianka
- Chonki
- Sharpílauka
- Yarómina